# Sudamericano de Rugby 1979
El Sudamericano de Rugby de 1979 se celebró en Chile y se organizó a 5 fechas, 4 de ellas jugadas en la cancha del Stade Francais de Santiago y la restante en el Estadio Sausalito de Viña del Mar. El undécimo torneo de mayores y el último antes de la creación de la Confederación Sudamericana de Rugby fue ganado por Argentina. El segundo puesto estuvo disputado, como es habitual, por chilenos y uruguayos que finalizaron con 5 puntos producto de triunfos ante brasileños y paraguayos y el empate entre ellos, sólo la diferencia de tantos colocó a los celestes como vicecampeones.

## Equipos participantes
- Selección de rugby de Argentina (Los Pumas)
- Selección de rugby de Brasil (Los Vitória-régia)
- Selección de rugby de Chile (Los Cóndores)
- Selección de rugby de Paraguay (Los Yacarés)
- Selección de rugby de Uruguay (Los Teros)

## Posiciones
| Pos. | Equipo    | Encuentros | Encuentros | Encuentros | Encuentros | Tantos  | Tantos    | Tantos     | Puntos |
| Pos. | Equipo    | jugados    | ganados    | empatados  | perdidos   | a favor | en contra | diferencia | Puntos |
| ---- | --------- | ---------- | ---------- | ---------- | ---------- | ------- | --------- | ---------- | ------ |
| 1    | Argentina | 4          | 4          | 0          | 0          | 238     | 47        | + 191      | 8      |
| 2    | Uruguay   | 4          | 2          | 1          | 1          | 126     | 37        | + 89       | 5      |
| 3    | Chile     | 4          | 2          | 1          | 1          | 104     | 62        | + 42       | 5      |
| 4    | Brasil    | 4          | 1          | 0          | 3          | 25      | 216       | - 191      | 2      |
| 5    | Paraguay  | 4          | 0          | 0          | 4          | 41      | 172       | - 131      | 0      |

Nota: Se otorgan 2 puntos al equipo que gane un partido, 1 al que empate, 0 al que pierda

## Resultados[1]

### Primera Fecha
| 4 de octubre | Chile | 27 - 13 | Paraguay | cancha del Stade Francais, Santiago, Chile |  |

| 4 de octubre | Argentina | 19 - 16 | Uruguay | cancha del Stade Francais, Santiago, Chile |  |

### Segunda Fecha
| 6 de octubre | Argentina | 34 - 15 | Chile | cancha del Stade Francais, Santiago, Chile |  |

| 6 de octubre | Uruguay | 48 - 0 | Brasil | cancha del Stade Francais, Santiago, Chile |  |

### Tercera Fecha
| 7 de octubre | Chile | 53 - 6 | Brasil | Estadio Sausalito, Viña del Mar, Chile |  |

| 7 de octubre | Argentina | 76 - 13 | Paraguay | Estadio Sausalito, Viña del Mar, Chile |  |

### Cuarta Fecha
| 9 de octubre | Paraguay | 9 - 53 | Uruguay | cancha del Stade Francais, Santiago, Chile |  |

| 9 de octubre | Argentina | 109 - 3 | Brasil | cancha del Stade Francais, Santiago, Chile |  |

### Quinta Fecha
| 12 de octubre | Chile | 9 - 9 | Uruguay | cancha del Stade Francais, Santiago, Chile |  |

| 12 de octubre | Brasil | 16 - 6 | Paraguay | cancha del Stade Francais, Santiago, Chile |  |

| Bandera de Argentina |
| Campeón Argentina    |
| Décimo primer título |

## Curiosidades
- El partido entre Chile y Uruguay 9 - 9 fue el único empate en la historia de enfrentamientos entre Cóndores y Teros[2]